# Серая гниль
О возбудителе серой гнили см. Ботритис серый

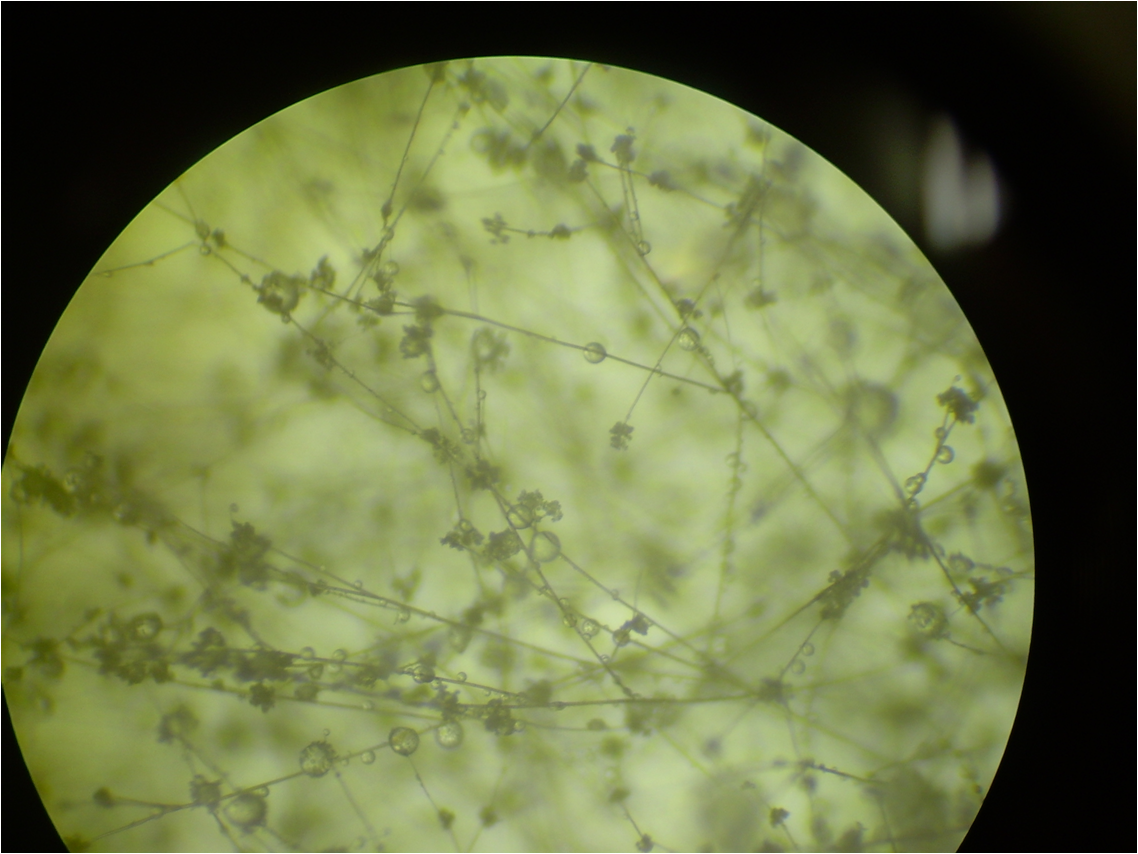
Возбудитель серой гнили, гриб Botrytis cinerea. Увеличение 4,5×

Серая гниль (Botrytis cinerea) — болезнь растений, в том числе культурных: томатов, винограда и др. Возбудитель — гриб Botrytis cinerea. Серая гниль корнеплодов, возникающая при хранении и транспортировке и вызываемая тем же возбудителем, называется «кагатная гниль».
Источник инфекции — конидии и склероции в растительных остатках и почве. Необходимым условием для заражения растения является наличие омертвевших участков ткани (повреждённых или естественно отмерших), важным фактором может являться также наличие капельно-жидкой влаги.
Поражаются в основном в защищённом грунте. Поражаются цветки, листья, стебли, плоды. В первую очередь могут поражаться ослабленные растения, клиническая картина проявляется вначале на нижних стареющих листьях, далее возбудитель распространяется на стебель. На стебле формируются светло-бурые сухие пятна. Поражение плодов начинается с плодоножки, затем появляется пятно серого цвета, быстро охватывающее весь плод, его поверхность становится водянистой и покрывается серым пушком (конидиальное спороношение).
Болезнь поражает большое число видов растений. Наибольший хозяйственный ущерб может наносить серая гниль винограда, земляники, кочанов капусты, стеблевая гниль гречихи, конопли, кагатная гниль сахарной свёклы, гниль плодов тыквенных. В условиях влажной оранжереи могут поражаться цветки декоративных растений — например, пионов, гладиолусов.

## Серая гниль винограда

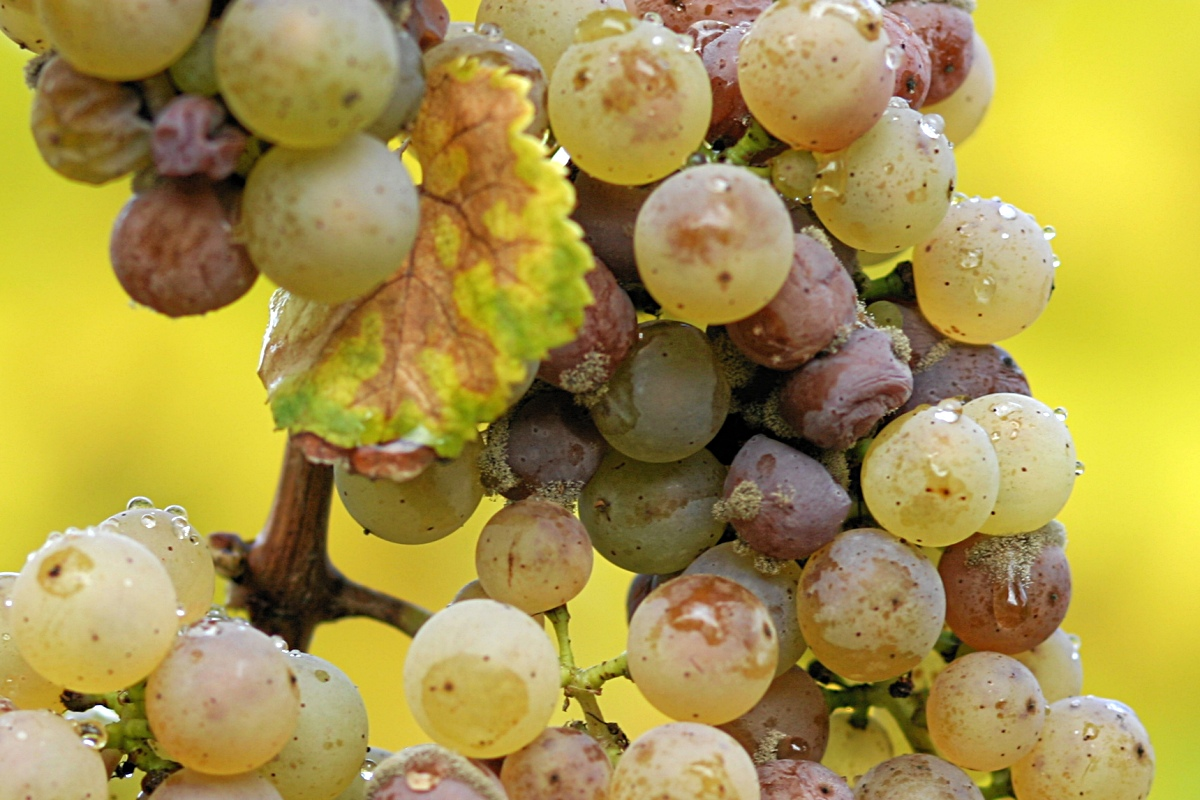
Серая гниль рислинга

Заболевание распространено почти во всех районах виноградарства. Заражение происходит весной при отмирании частей цветка (тычинок и др.), наличии повреждённых листьев, отмерших усиков, затем гриб повреждает живые ткани и распространяется на них. Выведены сорта винограда, устойчивые к заболеванию.
Тем не менее в определённых случаях серая гниль винограда является благотворным явлением и используется при изготовлении вин позднего урожая (элитных сладких десертных вин) — таких, как токай или сотерн. Самые дорогие и востребованные вина Германии и Австрии изготавливаются из поражённого таким грибком рислинга.
Как правило, «благородное гниение» происходит, когда грибок поражает зрелую ягоду незадолго до сбора урожая. Разрушение кожицы ягоды под воздействием грибка приводит к её ускоренному усыханию и заизюмливанию, что сгущает сок и повышает концентрацию сахара в нём. В этом случае она носит название благородной гнили или плесени и порой сознательно наносится виноградарями на грозди.

## Серая гниль розы
Особенно сильно заболевание проявляется под укрытиями в зимний период. На верхних частях стеблей появляются бурые вдавленные постепенно увеличивающиеся пятна, быстро распространяющиеся по стеблю сверху вниз. На поражённых участках разрастается дымчато-серая пушистая грибница. После её подсыхания образуются многочисленные мелкие чёрные округлые плодовые тела (склероции). При плохой вентиляции под укрытиями кусты могут поражаться полностью, до корневой шейки. Летом серая гниль поражает розы при обилии осадков и резких сменах суточных температур. В это время на листьях появляются бурые разрастающиеся пятна без окаймления, на них образуется серый налёт спороношений гриба. Заболевание быстро распространяется на соседние листья и побеги. При попадании спор на лепестки сначала образуются мелкие округлые светлые пятна, которые разрастаясь буреют. Цветок целиком покрывается серым налётом и сгнивает. 
Меры борьбы: опрыскивание раствором препаратов эупарен мульти (в концентрации 0,2 %), фитоспорин-М, алирин-Б, гамаир. При промышленном выращивании проводят профилактическое опрыскивание растений и полив под корень фундазолом (0,2 %) перед укрытием на зиму, весной после снятия укрытий и при массовом распространении болезни.

## Серая гниль земляники

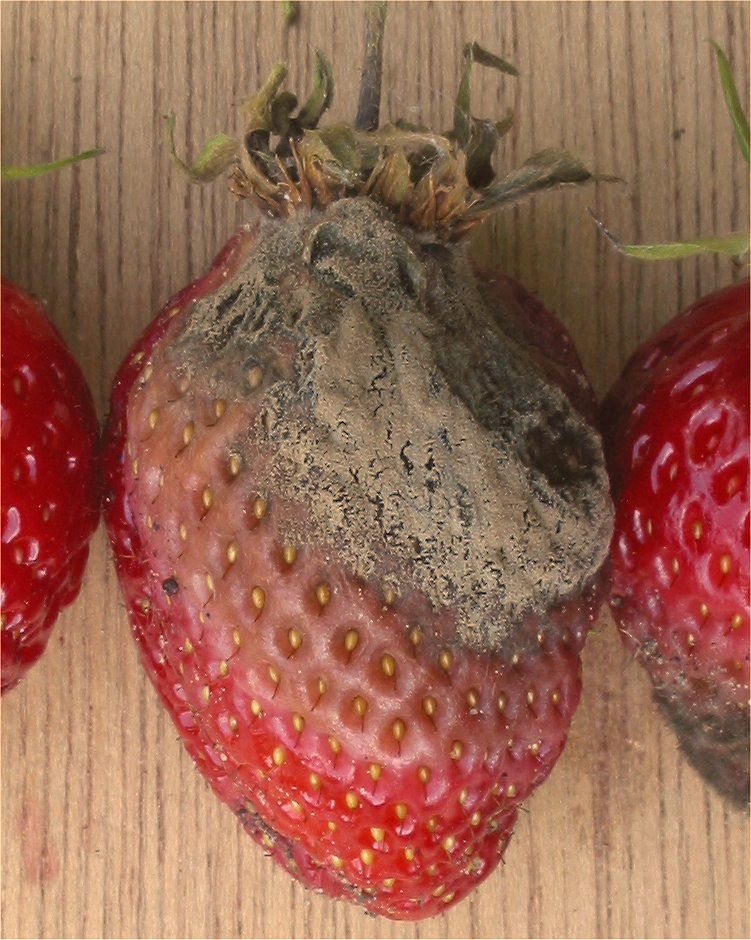
Серая гниль земляники

В дождливое лето болезнь может уничтожать до 40—60 % ягод. Мокнущие пятна с налётом спороношений гриба появляются и на бутонах, плодоножках и листьях.
Заражение ягод происходит из почвы, и от нижних болезнь распространяется на верхние ярусы. Заражение может происходить и через отмершие части цветка, откуда мицелий гриба распространяется в цветоложе и незрелую ягоду. Наибольший ущерб болезнь наносит в густой посадке при холодной и влажной погоде.
Так же, как и для винограда, считается полезным присутствие небольшого поражения серой гнилью ягод, использующихся для изготовления земляничного вина. Гриб-возбудитель вырабатывает большое количество фермента пектиназы, который способствует осаждению пектинов и быстрейшему осветлению винного сусла.

## Меры борьбы
- Выбор устойчивых сортов
- Соблюдение севооборота
- Уничтожение растительных остатков
- Протравливание семенного материала
- Применение фунгицидов.

Успешно применяются комбинации биологических и химических средств защиты растений, например, внесение в почву триходермина (препарат на основе конкурирующих, но не патогенных грибов рода Trichoderma) и опрыскивание растворами ТМТД в начале цветения.